# Promachus anicius
Promachus anicius là một loài ruồi trong họ Asilidae. Promachus anicius được Walker miêu tả năm 1849. Loài này phân bố ở vùng Cổ Bắc giới và châu Á.